# Чамплонг Розаре (Долина Аосте)
Чамплонг Розаре је насеље у Италији у округу Долина Аосте, региону Долина Аосте.
Према процени из 2011. у насељу је живело 48 становника. Насеље се налази на надморској висини од 826 м.